# 桃粉蚜
桃粉蚜（学名：Hyalopterus pruni）为常蚜科桃粉蚜屬下的一个种。